# 赵野
赵野（1084年—1127年），开封府（今河南省开封市）人，北宋政治人物，宋徽宗时尚书右丞、尚书左丞。

## 生平
赵野政和二年（1112年）中进士，历任监察御史、殿中侍御史，试起居舍人。

## 延伸阅读
[在维基数据编辑]
 《宋史·卷352》，出自脱脱《宋史》